# Saint-Jean-le-Thomas
Saint-Jean-le-Thomas is een gemeente in het Franse departement Manche (regio Normandië) en telt 395 inwoners (1999). De plaats maakt deel uit van het arrondissement Avranches.

## Geografie
De oppervlakte van Saint-Jean-le-Thomas bedraagt 2,4 km², de bevolkingsdichtheid is 164,6 inwoners per km².
De onderstaande kaart toont de ligging van Saint-Jean-le-Thomas met de belangrijkste infrastructuur en aangrenzende gemeenten.

## Demografie
Onderstaande figuur toont het verloop van het inwonertal (bron: INSEE-tellingen).

1. ↑  Populations de référence 2022.